# Cebrennus rungsi
Cebrennus rungsi là một loài nhện trong họ Sparassidae.
Loài này thuộc chi Cebrennus. Cebrennus rungsi được Peter Jäger miêu tả năm 2000.